# Sint-Bernadettekerk (Sint-Amandsberg)

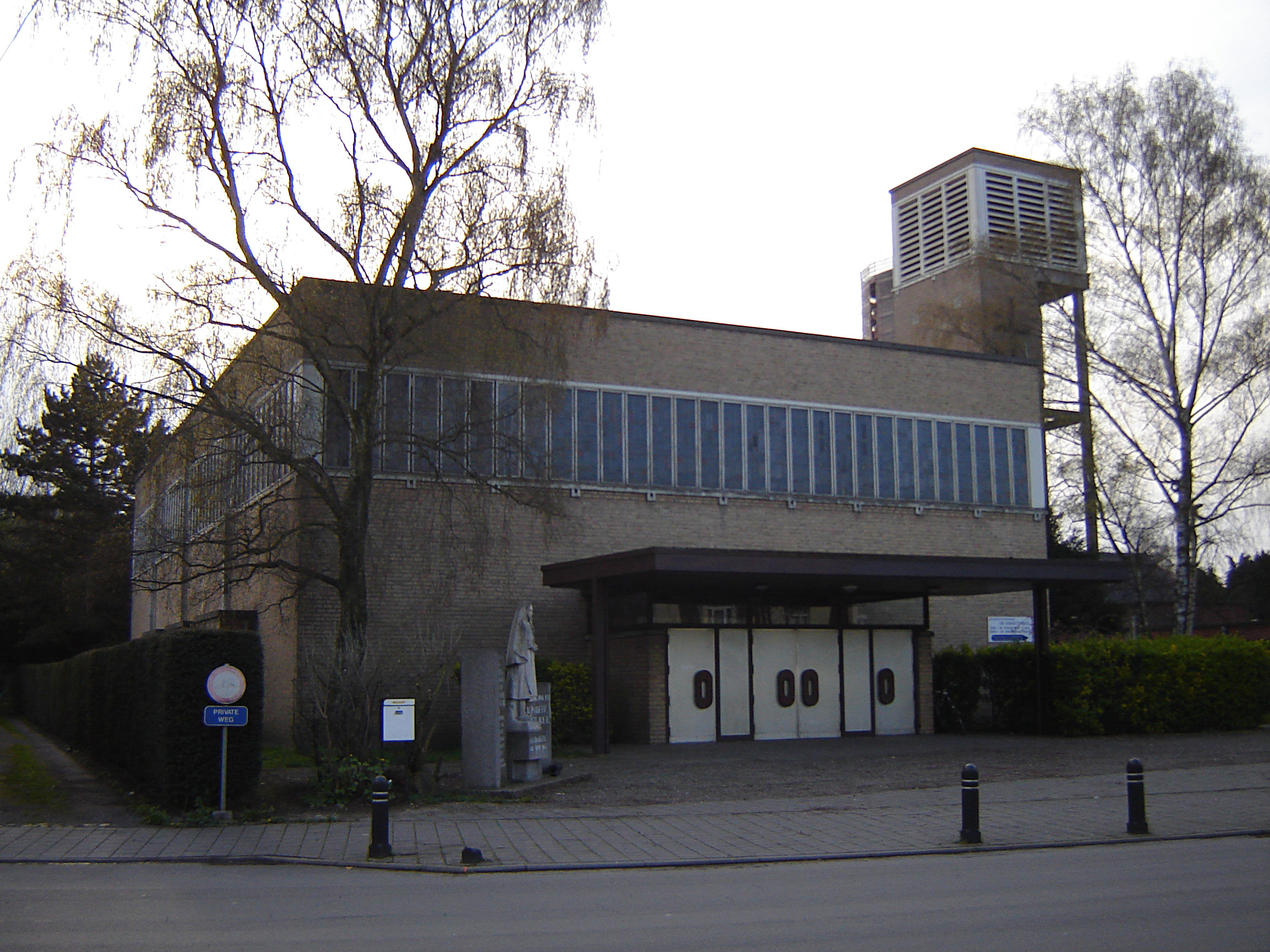
De Sint-Bernadettekerk

De Sint-Bernadettekerk is een kerkgebouw in de Gentse deelgemeente Sint-Amandsberg. De kerk is toegewijd aan Bernadette.

## Bouwgeschiedenis
Rond 1923 startte de bouw van een aantal een- en meergezinswoningen aan de Sint-Bernadettestraat. De hierdoor ontstane bevolkingsaangroei zorgde voor de bouw van een houten noodkerk die in 1935 werd ingewijd. Later trok men er ook appartementsgebouwen op. In 1950 creëerde men de Sint-Bernadetteparochie.
Het ontwerp voor een nieuw kerkgebouw liep vertraging op door aanpassingen aan het oorspronkelijk ontwerp uit 1961. Dat zorgde ervoor dat dit gebedshuis eerst op 22 november 1969 kon worden ingewijd. In 1967 sloopte men de noodkerk.

## Architectuur
De voorgevel, oostelijk gericht naar de Sint-Bernadettestraat heeft een eenvoudig ontwerp. Deze rechthoekige zaalkerk is samengesteld uit blokvormige volumes onder platte daken, waarbij het middengedeelte het hogere hoofdvolume vormt, met aan de zijkanten twee lagere volumes ten noorden en ten westen. De kerktoren met klokkenspel, die gedeeltelijk vrij staat, heeft een uitkragende bekroning, en staat ten noorden van het schip. De hoogte is beperkt gehouden om het karakter van een wijkkerk te bewaren.
De zuidelijke gevelwand krijgt een ritme door drie blokvormige volumes, met daarin de biechtstoelen. De gevels van het hoofdvolume worden bovenaan doorbroken door een rij van geritmeerde glas-in-loodramen met het uitzicht van een fries die in kaders van gewapend beton zijn gevat. De sacristie en de dienstruimtes zijn voorzien van houten schrijnwerk.
De voorgevel met een blokvormig portiek, verschaft toegang tot de kerk via een centrale dubbele deur, geflankeerd door twee enkele deuren.